# Romet RXL 50
Romet RXL 50 – skuter sprzedawany w Polsce od 2007 do 2012 pod marką Romet.

## Opis modelu
Dla skutera Romet RXL 50 przewidziano kolory grafitowo-granatowy, srebrno-czarny i srebrno-czerwony. Ma on charakter miejsko-turystyczny. Ze względu na pojemność silnika jest zaliczany do motorowerów. Zastosowano szerokie opony, aluminiowe obręcze i podwójne amortyzatory. Ponadto przedni hamulec tarczowy oraz kufer mogący pomieścić kask i służyć jako oparcie dla pasażera.

## Dane techniczne
- Wymiary: 1970 mm x 697 mm x 1153 mm,
- Silnik: czterosuwowy, jednocylindrowy, chłodzony powietrzem,
- Pojemność: 49,5 cm³,
- Moc maksymalna: 2,2 kW (3,0 KM) przy 7500 obr./min.,
- Rozruch: elektryczny, nożny,
- Zapłon: elektroniczny C.D.I.,
- Przeniesienie napędu: automatyczne, bezstopniowe,
- Sprzęgło: suche odśrodkowe,
- Prądnica: koło magnetyczne,
- Prędkość maksymalna: 45 km/h (z ograniczeniem elektronicznym), odblokowany 78 km/h
- Pojemność zbiornika paliwa: 6 l,
- Zużycie benzyny bezołowiowej 95: 2,5 litra / 100 km,
- Hamulec przód/tył: tarczowy/bębnowy,
- Opony przód/tył: 120/70-13 130/60-12,
- Waga całkowita: 99 kg,
- Całkowita dopuszczalna ładowność: 150 kg,
- Amortyzator przód/tył: podwójny, pojedynczy
- Wyposażenie dodatkowe: kufer, kierunkowskazy w lusterkach, sygnalizacja dzwonienia telefonu